# Pickelhaube
Pickelhaube (plural Pickelhauben; do alemão Pickel = "ponta", e Haube = "boné") é um clássico modelo de capacete confeccionado em couro envernizado, com ponteira e guarnições metálicas, usado pelos militares, bombeiros e policiais alemães durante os séculos XIX e XX; o qual está mais intimamente associado ao exército da Prússia. Oficialmente fora chamado "Helm mit Spitze", literalmente "Capacete com Espigão". O capacete foi amplamente imitado por outros exércitos durante esse período, e ainda hoje é usado como parte do traje cerimonial nas forças armadas de alguns países, como Suécia, Chile e Colômbia.
A ponteira, que geralmente é metálica, destinava-se a desviar golpes de sabre na lateral da cabeça ou no capacete principalmente de couro e, portanto, oferecia um efeito protetor significativamente melhor do que shakos ou outras coberturas de combate.

## Etimologia
"Haube" era outra palavra para um capacete fechado já na Idade Média, também para capacetes militares, como a balaclava e o bacinete feito de estanho. Este último era - depois de algumas mudanças de som em algumas partes do mundo de língua alemã - já "Beckelhube", "Beckenhaube", "Blechhaube", "Bickelhaube" e "Pickelhaube". No entanto, o tipo de capacete e o nome deste bacinete medieval desapareceram completamente após 1450. A palavra pickelhaube também é explicada no dicionário alemão pelos irmãos Grimm em relação a um capacete em forma de bacia (sem "espigão"), que já era conhecido na Idade Média. O capacete, recém-introduzido pelos prussianos em 1843, foi comparado a esses capacetes em forma de bacia por jornalistas já em 1841, depois que eles puderam examinar alguns capacetes de teste, e o nome popular "Pickelhaube" foi cunhado. Um artigo no Jornal Militar Geral de 22 de julho de 1841 afirma: "Eles são semelhantes aos capacetes pontiagudos dos dias de cavalaria."; e ainda: "É peculiar a esses novos capacetes na forma dos da Idade Média que eles tenham uma ponta cônica no meio..."
No entanto, o termo "pickelhaube" nunca apareceu no uso oficial e, mesmo em publicações respeitáveis (por exemplo, em catálogos de fabricantes), era apenas mencionado como "capacete" ou "capacete com espigão", ou mesmo "capacete de couro". No entanto, o capacete prussiano com espigão rapidamente se tornou mais conhecido nos países de língua alemã, especialmente após a fundação do Império Alemão em 1871, especialmente sob o nome popular de "Pickelhaube". Lá, o pickelhaube logo foi considerado um típico capacete prussiano-alemão e, muitas vezes, zombeteiramente como um símbolo do militarismo prussiano ou alemão. A caricatura "O Futuro Alemão" (“Deutschlands Zukunft”), publicada na revista austríaca Kikeriki, capturou os medos compartilhados pelos Estados alemães e pelos franceses, com a legenda “Caberá sob um [único] chapéu? Eu acredito que é mais provável que seja um Pickelhaube [prussiano]!"

## História

### Origens

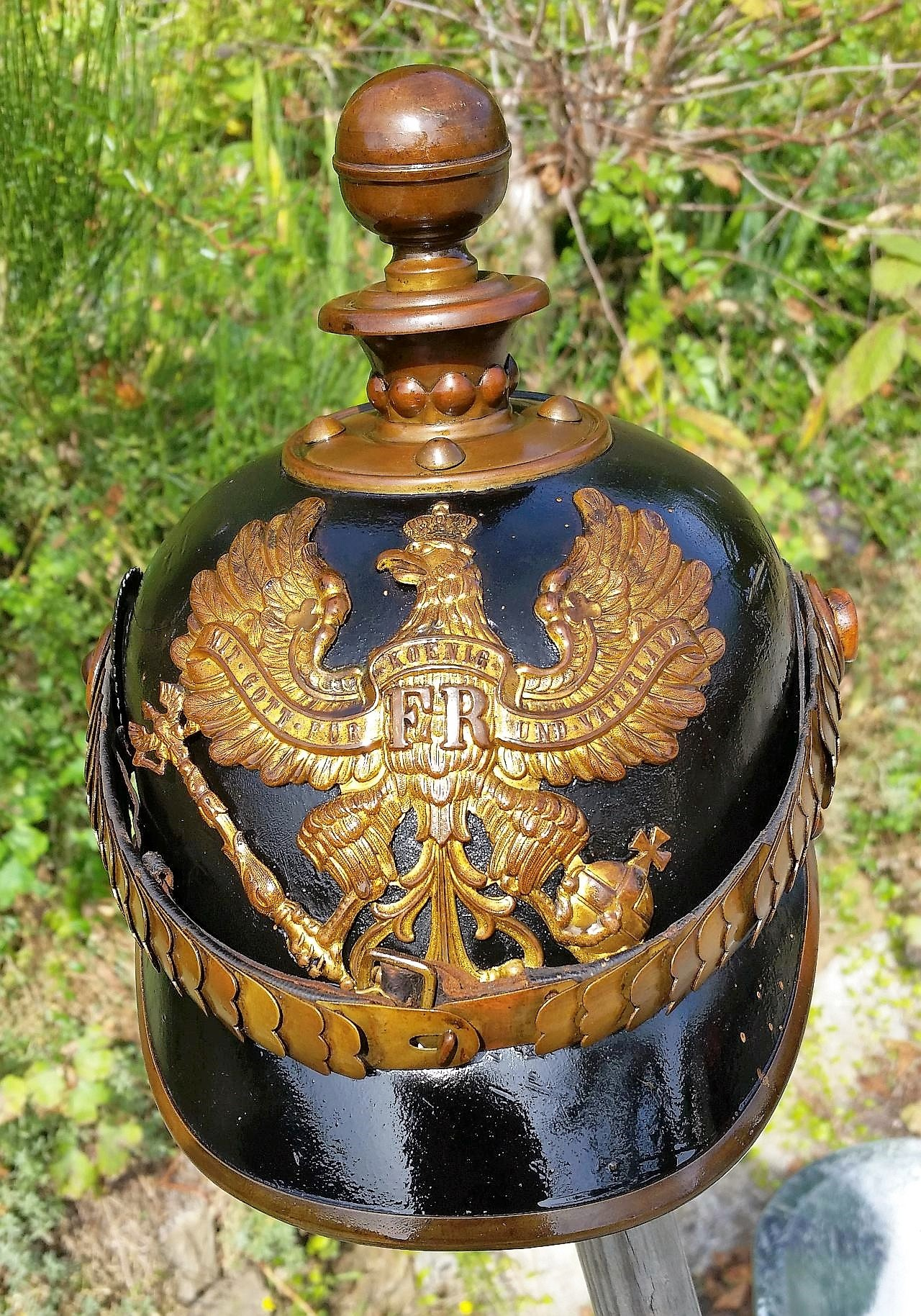
Pickelhaube prussiano da artilharia, com a ponteira de bola.

O pickelhaube foi originalmente desenhado em 1842 pelo Rei Frederico Guilherme IV da Prússia, talvez como uma cópia de capacetes similares adotados na mesma época pelos militares russos. Não se sabe ao certo se este foi um caso de imitação, invenção paralela, ou se ambos foram baseados no anterior capacete de dragão napoleônico. Os primeiros modelos usavam ponteira com crineira; posteriormente foram também usadas esferas para a artilharia, bem como a águia imperial, em alguns modelos alemães.
Em 1842, sob o rei Friedrich Wilhelm IV da Prússia, um novo capacete foi decretado para o exército prussiano (com exceção dos caçadores, fuzileiros, hussardos e lanceiros), o qual foi introduzido em 1843. O protótipo para os couraceiros desenvolvido pela fábrica de artigos de metal Wilhelm Jaeger em Elberfeld (hoje Wuppertal), em 1841, era feito de aço e tinha um protetor de olho e pescoço. Como esse capacete era muito pesado para a infantaria, o empresário Christian Harkort, irmão mais novo de Friedrich Harkort, desenvolveu um capacete feito de couro de búfalo prensado com acessórios de metal em sua fábrica de artigos de couro em Haspe. Em novembro de 1842, Harkort recebeu a primeira ordem para equipar as tropas prussianas com este capacete de couro.
A ponteira de metal de aço era característica; deve desviar para o lado golpes com sabres ou armas de gume semelhantes. Em alguns regimentos, principalmente os da Guarda, a parte superior do uniforme de desfile foi substituída por uma crineira. Em 1844, na artilharia, uma ponteira com bola substituiu a ponteira de espigão usada de acordo com o padrão geral por uma questão de segurança. Por um lado, a bala de canhão era um símbolo das tropas de artilharia, por outro, reduzia o risco dos artilheiros se ferirem involuntariamente ao manusear a artilharia e o material.

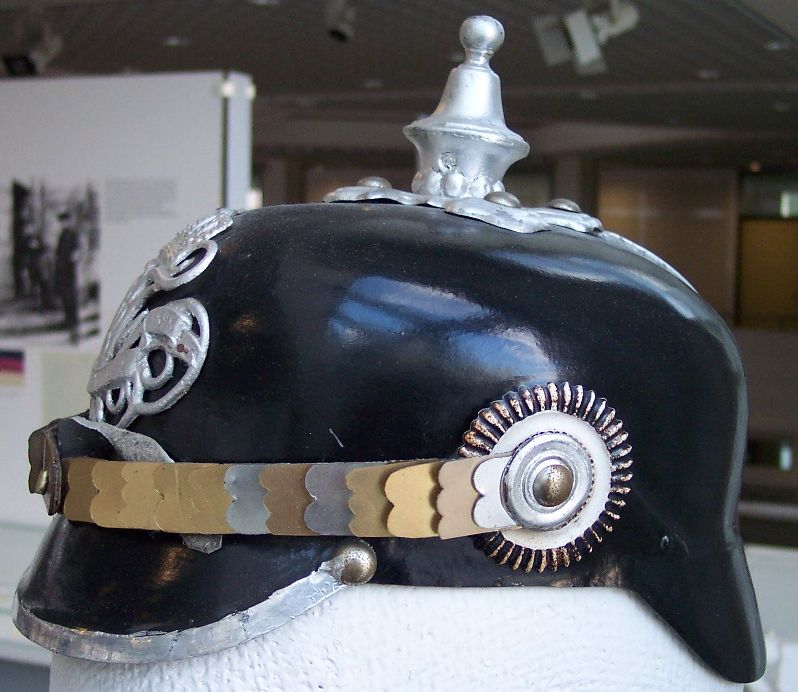
Pickelhaube de couro da polícia prussiana.

No caso da Garde du Corps, da Leibgendarmerie e da Guarda de Couraceiros, uma escultura de águia de metal era usada com o grande uniforme em vez do espigão. O tipo de capacete de metal foi posteriormente adotado também por destacamentos dos caçadores a cavalo (os regimentos nº 1 a 7, os 8 a 13 usavam capacetes de couro), mas consistiam também em tombac. A partir de 1875, os dois regimentos de cavalaria pesada saxônica usaram o capacete couraceiro em metal amarelo com uma crista branca com o grande uniforme, e a partir de 1910 o 1º Regimento usava o grande uniforme com uma escultura de leão em vez do espigão. Além de figuras de animais, balas e cristas, os ulanos, como um tipo de cavalaria leve, usavam um acessório trapezoidal no capacete, que é chamado de czapka por causa de sua origem polonesa.
Se o capacete moderno com espigão foi realmente inventado na Prússia não é certo. Segundo a lenda, Friedrich Wilhelm IV viu o modelo pré-série de um capacete com espigão russo na mesa do czar durante uma visita à Rússia em 1842 e ficou tão entusiasmado que imediatamente introduziu esse formato de capacete na Prússia, enquanto a Rússia não o seguiu até 1846. Diz-se que capacetes desse tipo eram usados por um corpo de bombeiros da Baviera antes mesmo de 1842. Aqui, o acessório em forma de cunha preso longitudinalmente sobre o capacete tem a função de proteção contra impacto de queda de detritos. Um pequeno espigão de metal já podia ser encontrada em bonés de infantaria prussianos como decoração no século XVIII. O antigo tipo russo (conhecido como "O Capacete de Yaroslav Mudry") também era usado pela cavalaria, que usava a ponta como suporte para uma pluma de crina de cavalo em trajes completos, uma prática também seguida por alguns modelos prussianos.

### Adoção

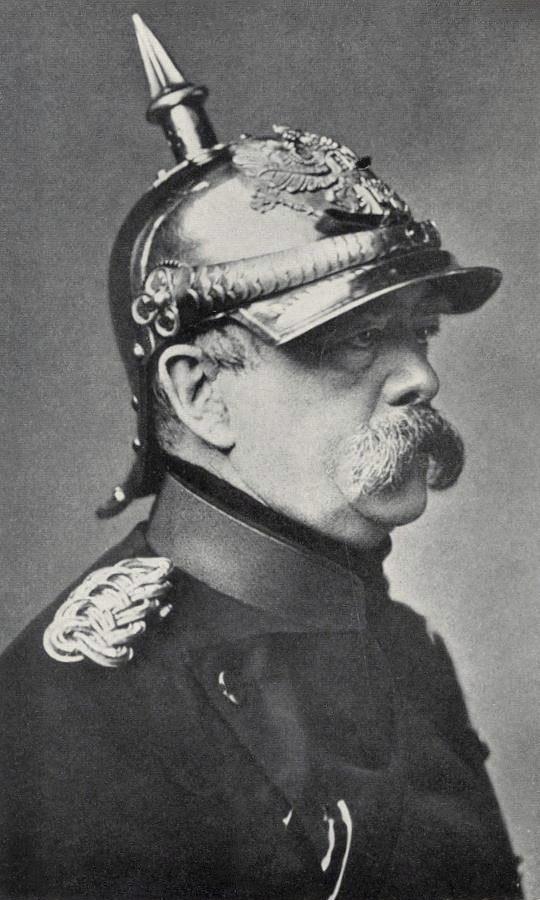
O chanceler alemão Otto Von Bismarck usando um pickelhaube.

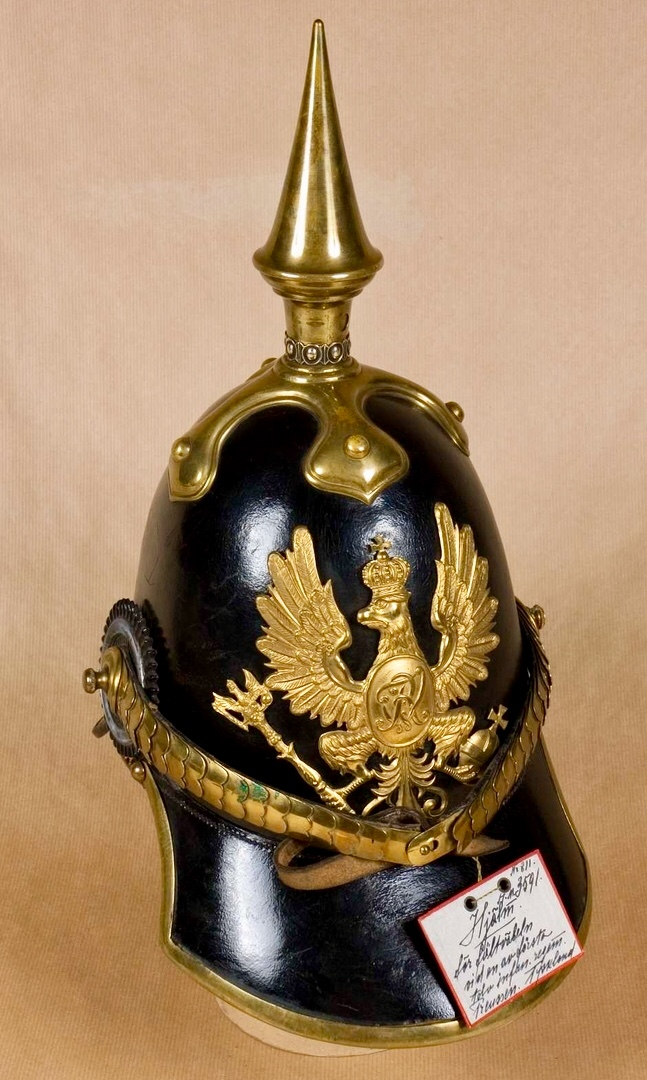
Modelo prussiano antigo, com sino de capacete alto (1842–1857).

Frederico Guilherme IV introduziu o pickelhaube para o uso da infantaria prussiana em 23 de outubro de 1842 por ordem do gabinete real. Desde então o capacete espalhou-se rapidamente pelos principados alemães. O estado de Oldenburg adotou-o em 1849, Baden em 1870 e, em 1887, o Reino da Baviera, último estado alemão a adotá-lo. Entre outros exércitos europeus, o da Rússia adotou o capacete em 1844, o da Suécia adotou a versão prussiana do pickelhaube em 1845, na Valáquia decidiu-se adotar o capacete em 15 de agosto de 1845, possivelmente influenciado pela visita do Príncipe Alberto da Prússia. No entanto, sua introdução às tropas demorou mais, enquanto a Moldávia adotou a versão russa do pickelhaube no mesmo ano, possivelmente sob a influência do Exército czarista. Após a unificação do Reich em 1871, o capacete de infantaria prussiano foi gradualmente adotado por todos os estados alemães. O Ducado de Brunswick e o Reino da Baviera foram os últimos a seguir em 1886, depois que seus governantes anti-prussianos, Wilhelm von Brunswick († 1884) e Ludwig II da Baviera († 1886), morreram em rápida sucessão. Com a conclusão da convenção militar Prussiano-Brunswick de 9./18. Em 1º de março de 1886, a infantaria de Brunswick adotou o capacete prussiano e, até 1892, também os uniformes prussianos.

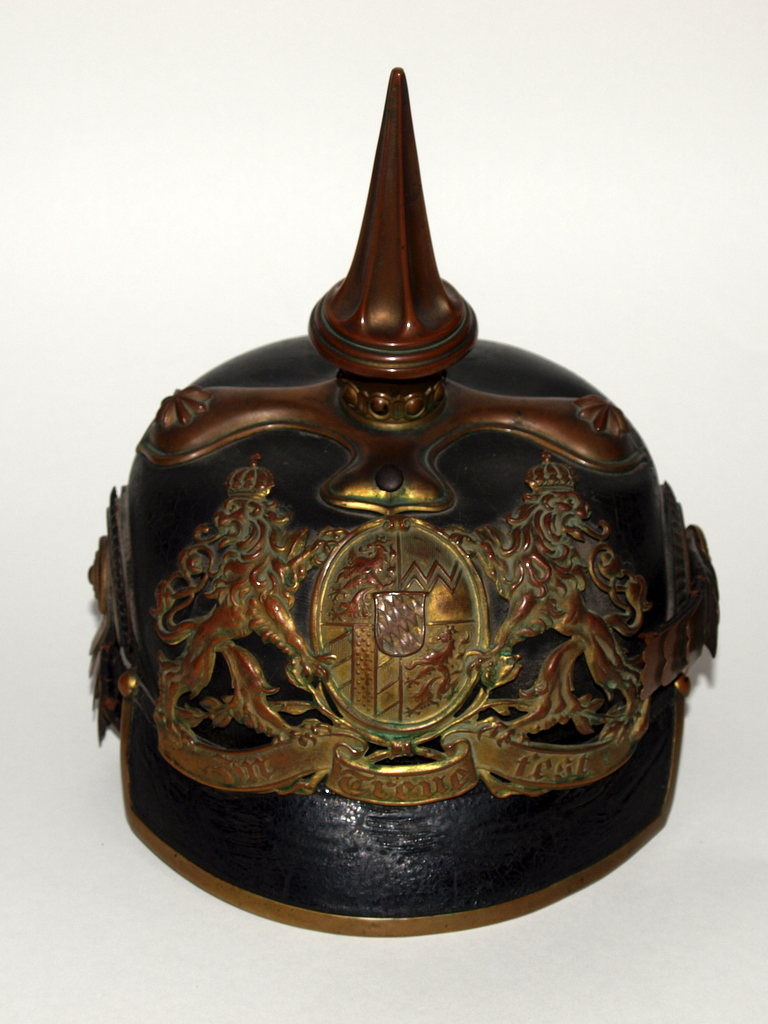
Pickelhaube militar bávaro, com sino de capacete baixo.

Na Baviera, em 11 de setembro de 1886, o príncipe regente Luitpold ordenou a seu exército que tirasse o capacete de dragão; a cor azul clara dos uniformes permaneceu. Notavelmente, a artilharia bávara também recebeu o capacete com espigão em vez da ponteira esférica, como era habitual na artilharia. Para os generais bávaros, no entanto, o chapéu de general tradicional permaneceu a regra: uma consideração das reservas do príncipe regente sobre a prussianização das forças militares bávaras, da qual ele suspeitava. As versões de capacete dos estados diferiam pelo emblema de latão na testa, que representava o brasão do estado ou o animal do estado. Além disso, um cocar com as cores nacionais foi fixado no lado direito do capacete. Em 1897, deu lugar ao recém-introduzido cocar imperial preto, branco e vermelho e mudou-se para o lado esquerdo do capacete. Os cocares ficavam sob as rosetas das escamas do queixo (oficiais) ou sob o botão 91 da tira de couro do queixo (alistados).
A Legião Alemã contratada pelo Imperador Dom Pedro II em 1851, os Brummers, foi equipada com capacetes pickelhauben. Diversas forças armadas de várias nações, especialmente na América Latina, adotaram o pickelhaube ou versões similares. Dentre estes estão incluídos a Colômbia, Chile, México, Portugal, Noruega e Suécia.

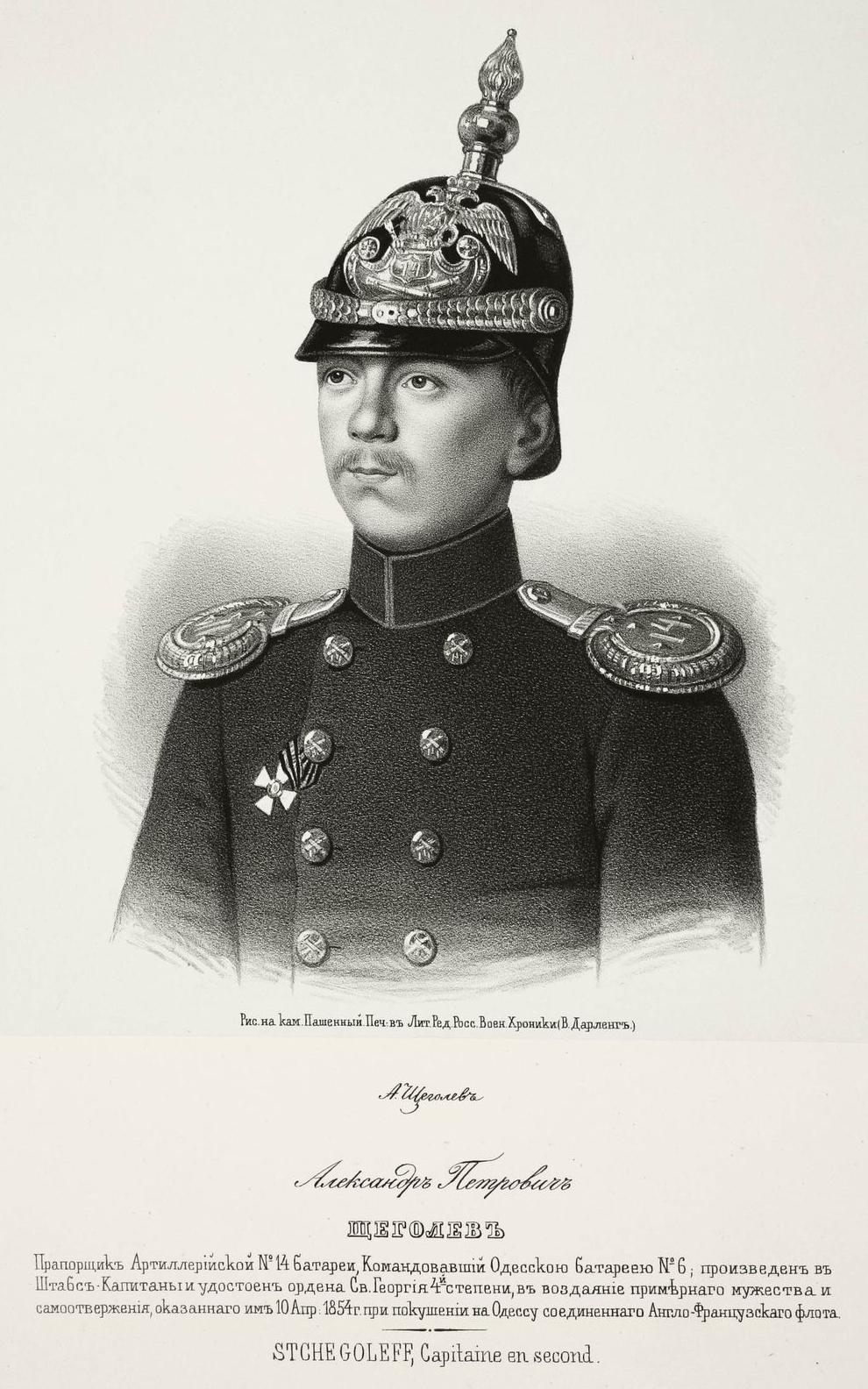
Capitão do estado-maior Shchegolev Alexandr Petrovitch, da artilharia russa, usando um pickelhaube, c. 1858.

A popularidade deste capacete na América Latina surgiu a partir de um período durante o final do século XIX e início do século XX, quando missões militares da Alemanha Imperial foram amplamente empregadas para treinar e organizar exércitos nacionais. O primeiro evento desta fase ocorreu em 1879, durante a Guerra do Pacífico, quando o Peru importou armas e equipamentos do Império Alemão, dentre os quais capacetes pickelhauben, para equipar o Exército Peruano. Um navio carregando este material foi interceptado e capturado pela Marinha Chilena, contendo um lote de 50 pickelhauben, ainda usando as águias prussianas. Estes capacetes foram então fornecidos ao 6º Regimento de Infantaria "Chacabuco" do Exército Chileno, o qual se tornou a primeira unidade militar chilena a usá-los; o que foi feito em conjunto com seus uniformes vermelhos de inspiração francesa. Estes capacetes não foram usados em combate, no entanto, mas apenas em funções policiais.
A versão russa inicialmente tinha uma pluma de crina encaixada no final da ponta, mas isso foi posteriormente descartado em algumas unidades. A ponteira russa era coberto com um motivo de granada. O Exército Imperial Russo entrou na Guerra da Criméia com esses capacetes, sendo eles comuns entre a infantaria e os granadeiros. Um pickelhaube russo capturado está exposto no Museu da Legião Estrangeira Francesa em Aubagne, no sul da França. Depois de 1862, o pickelhaube deixou de ser usado de forma comum pelo exército russo, embora tenha sido mantido até 1914 pelos regimentos couraceiros da Guarda Imperial e da Gendarmaria. Durante a Guerra Civil Russa, os vermelhos adotaram uma cobertura de pano pontiaguda chamada Budyenovka; adotada pelo Exército Vermelho em 1919.
O pickelhaube foi usado em campo de batalha até os primeiros anos da Primeira Guerra Mundial. Era, usado pelos soldados alemães, coberto por uma capa de pano bege, tendo o numero do regimento estampado na capa. Começou a ser substituído no serviço ativo pelo capacete de aço "Stahlhelm" em 1916, principalmente na Frente Ocidental. O pickelhaube, no entanto, permaneceu em uso para fins cerimoniais.

## Desenho

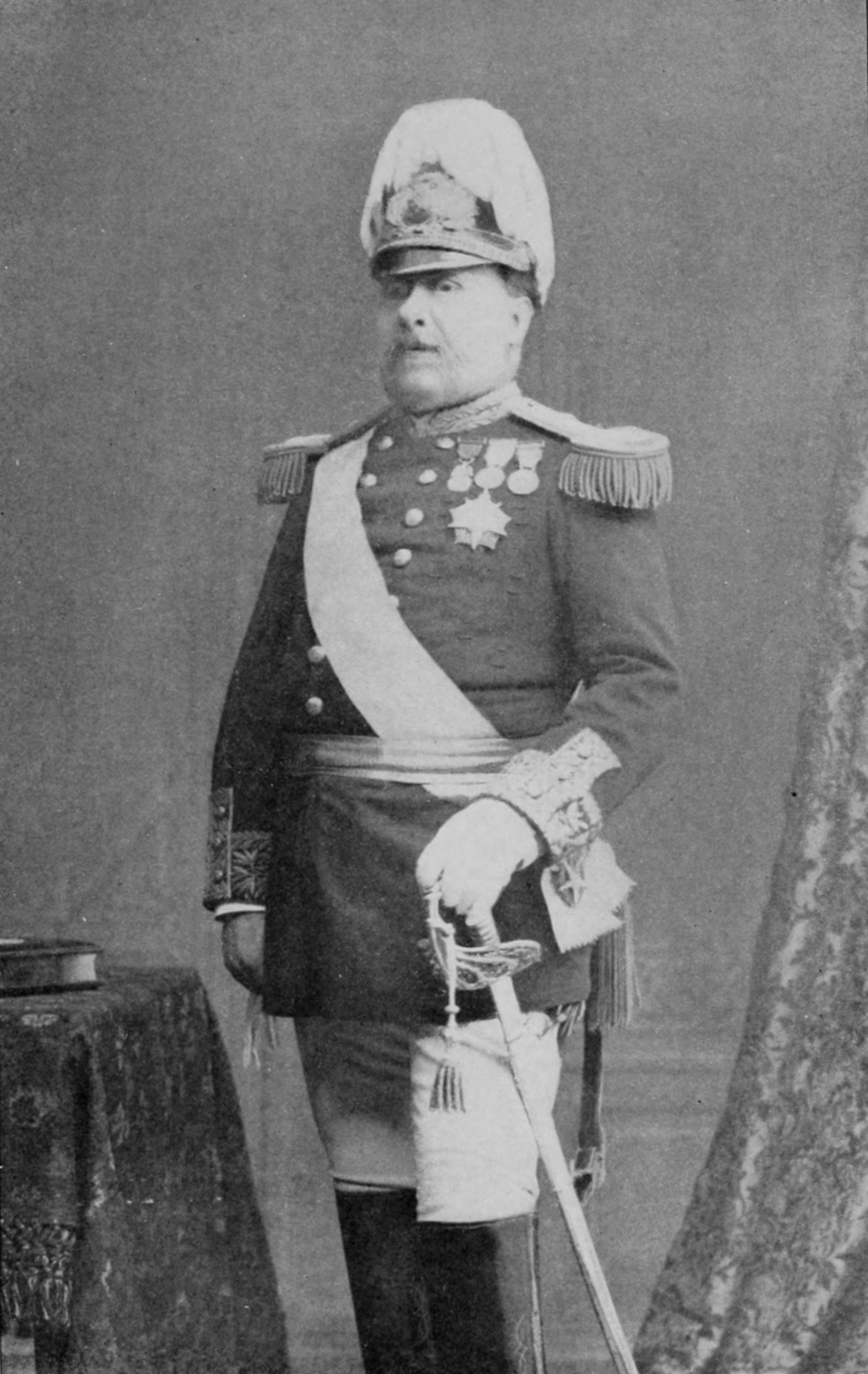
O rei de Portugal D. Luís I usando um pickelhaube com penachos.

O pickelhaube básico era feito de couro endurecido (fervido), com acabamento preto brilhante e reforçado com acabamento de metal (geralmente banhado a ouro ou prata para oficiais) que incluía uma ponta de metal na coroa. As primeiras versões tinham uma coroa alta, mas a altura foi gradualmente reduzida e o capacete tornou-se mais ajustado na forma, em um processo contínuo de redução de peso e economia de custos. Em 1867, uma nova tentativa de redução de peso removendo a amarração de metal da aba frontal e a faixa de reforço de metal na parte de trás da coroa (que também escondia a costura traseira costurada da coroa de couro), não teve sucesso.

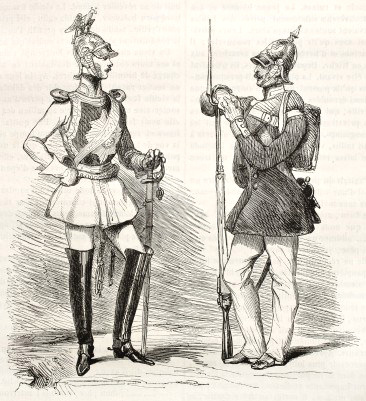
Pickelhauben dos couraceiros e da infantaria prussianos em 1845.

A versão do pickelhaube usada pelas unidades de artilharia prussianas empregava um remate em forma de bola em vez da ponteira pontiaguda, uma modificação ordenada em 1844 devido a ferimentos em cavalos e danos ao equipamento causados pelos espigões. Antes da eclosão da Primeira Guerra Mundial em 1914, plumas pretas ou brancas destacáveis eram usadas com o pickelhaube em traje completo por generais alemães, oficiais de estado-maior, regimentos de dragões, infantaria da Guarda Prussiana e vários regimentos de infantaria de linha como uma distinção especial. Isso foi conseguido desparafusando o espigão (uma característica de todos os pickelhauben, independentemente de terem uma pluma) e substituindo-o por um alto suporte de pluma de metal conhecido como trichter. Para os músicos dessas unidades, e também para a Artilharia da Baviera e todo um regimento de cavalaria da Guarda Saxônica, essa pluma era vermelha.

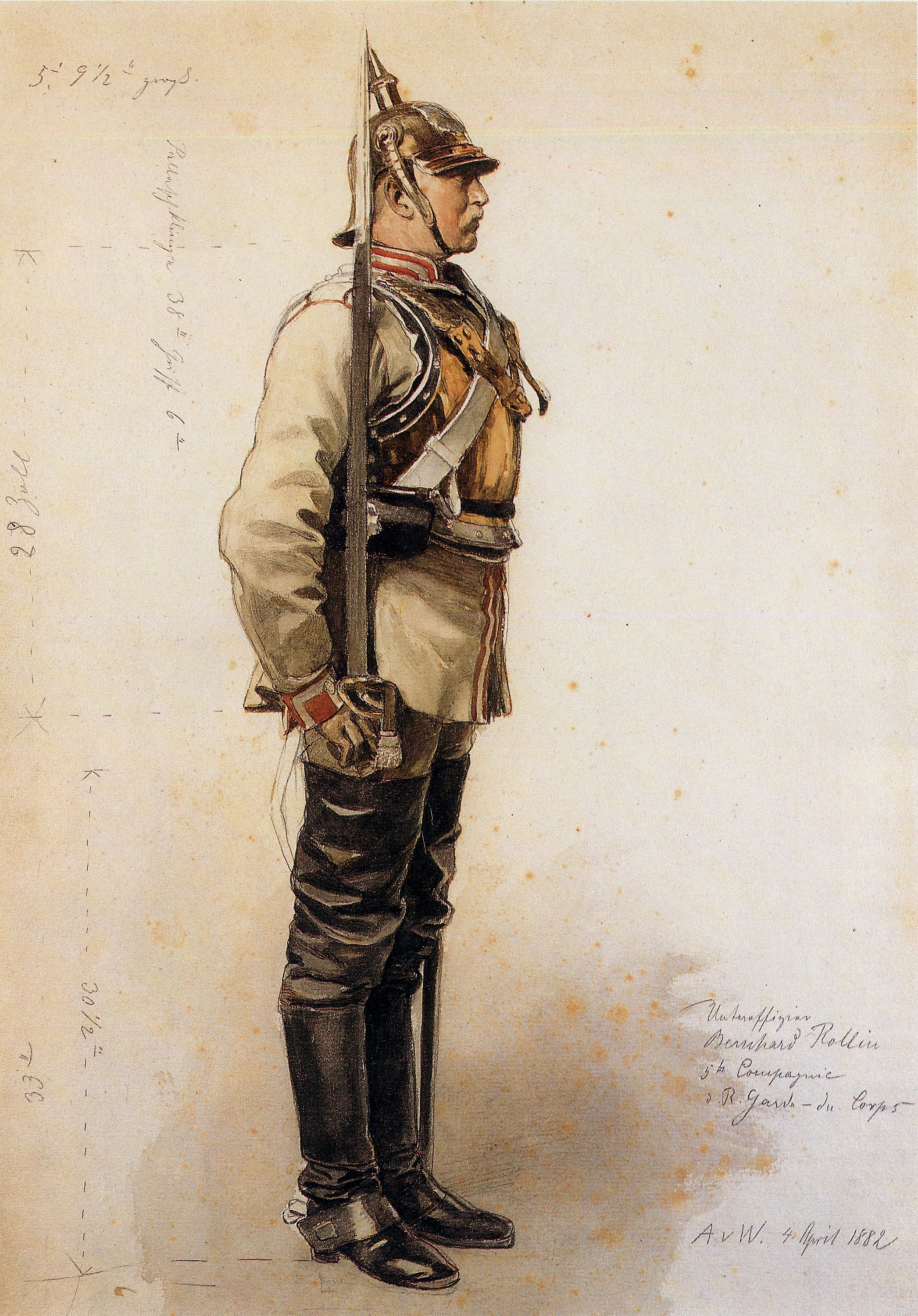
Couraceiro do Regimento Garde du Corps numa pintura de Anton von Werner.

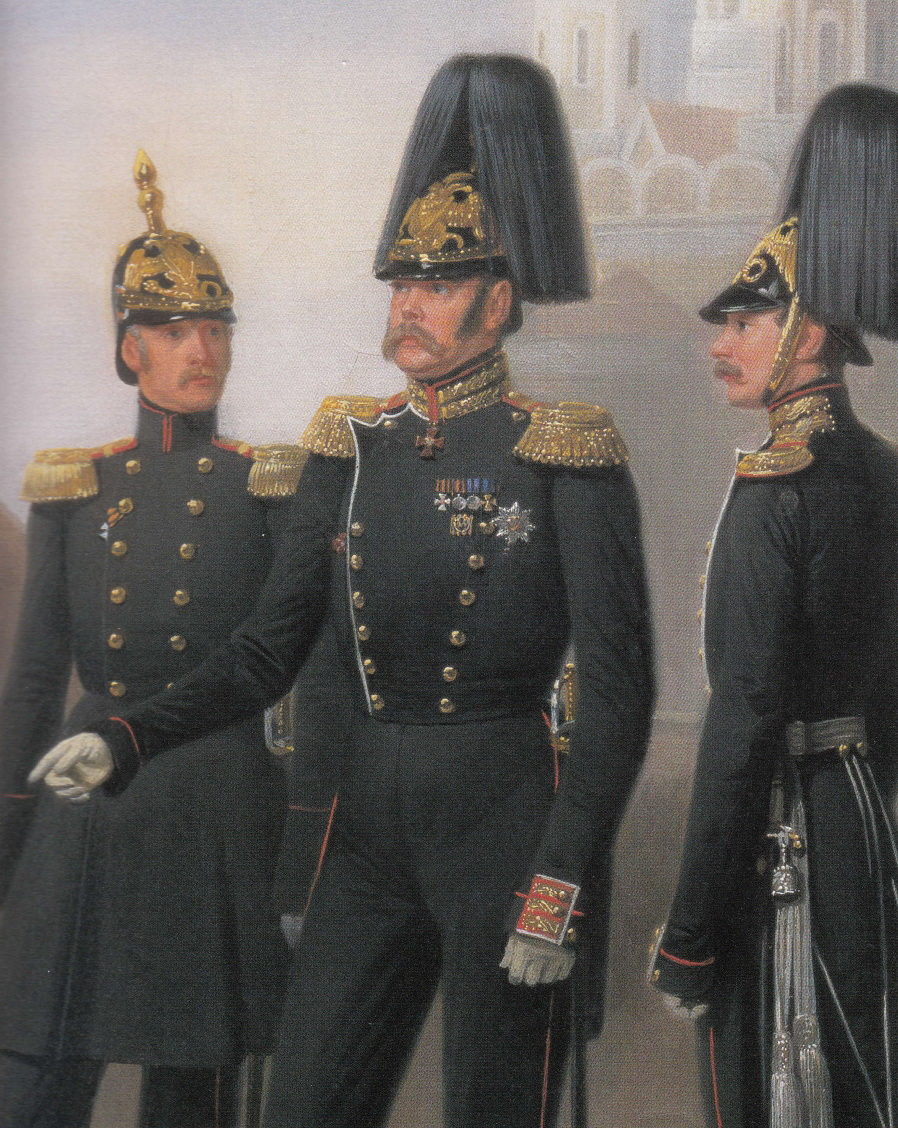
Pickelhauben russos da versão de 1849, com plumas destacáveis, em 1853.

Além do remate do espigão, talvez a característica mais reconhecível do pickelhaube fosse a placa frontal ornamental, que denotava a província ou estado do regimento. O desenho da placa mais comum consistia em uma grande águia de asas abertas, o emblema usado pela Prússia. Desenhos de placas diferentes foram usados pela Baviera, Württemberg, Baden e outros estados alemães. Os russos usavam a tradicional águia de duas cabeças. O pickelhaube militar alemão também montou dois cocares redondos e coloridos atrás das tiras de queixo presas às laterais do capacete. O cocar da direita, o cocar nacional, era vermelho, preto e branco. O cocar esquerdo era usado para denotar o estado do soldado (Prússia: preto e branco; Baviera: branco e azul; etc.).

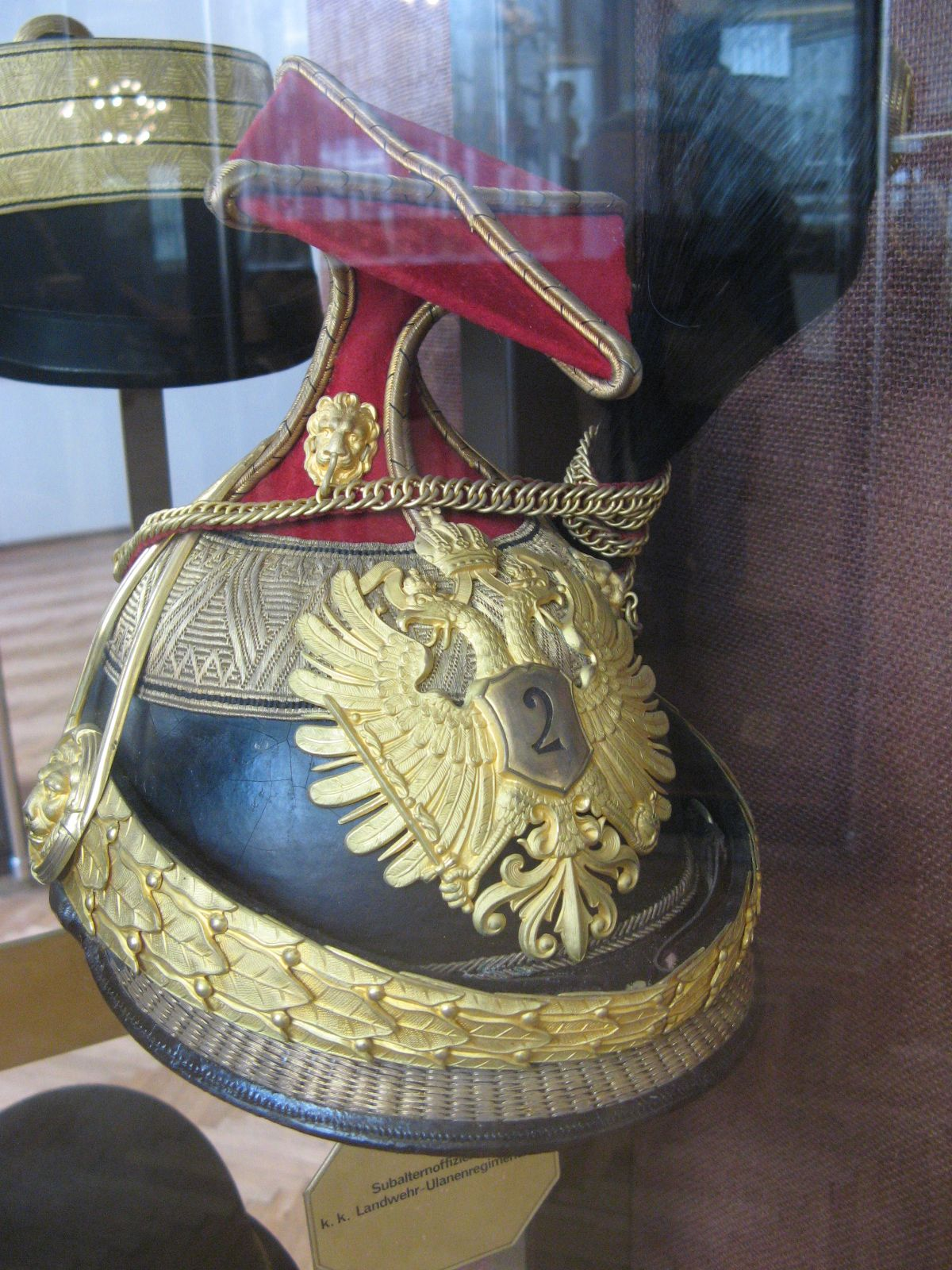
Pickelhaube austro-húngaro tipo Czapka dos Lanceiros Ulanos.

Versões totalmente metálicas do Pickelhaube eram usadas principalmente por couraceiros e frequentemente aparecem em retratos de figuras militares e políticas de alto escalão. Esses capacetes às vezes eram chamados de capacetes de cauda de lagosta, devido ao seu distinto protetor de pescoço articulado. O desenho destes é baseado em capacetes de cavalaria de uso comum desde o século XVI, mas com algumas características retiradas dos capacetes de couro. A versão usada pelos Gardes du Corps prussianos era de tombac (liga de cobre e zinco) com montagens de prata. O usado pelos couraceiros de linha desde 1842 era de aço polido com ferragens de latão; além de um protetor de pescoço puxado para baixo.
Começando na Prússia, esta forma de capacete substituiu gradualmente outros tipos de capacetes e o shako que era habitual até então em todos os estados alemães. Na Prússia, o capacete de infantaria perdeu volume em várias etapas (1857, 1860, 1867, 1871) até finalmente assumir a conhecida forma característica. O sino do capacete tornou-se cada vez mais plano, o pescoço e os protetores dos olhos tornaram-se menores e mais redondos.

### Cobertura
Em 1892, uma capa de capacete de pano marrom claro, o M1892 Überzug, tornou-se padrão para todos os Pickelhauben para manobras e serviço ativo. O Überzug tinha como objetivo proteger o capacete da sujeira e reduzir sua visibilidade em combate, já que os acessórios de latão e prata do Pickelhaube provaram ser altamente refletivos. Os números regimentais foram costurados ou estampados em vermelho (verde a partir de agosto de 1914) na frente da capa. Exceto em unidades da Guarda Prussiana, que nunca portaram números regimentais ou outros adornos no Überzug. Com a exposição ao sol, o Überzug desvanecia-se em um tom bronzeado. Em outubro de 1916, a cor foi alterada para feldgrau (cinza de campanha).

## Derivativos
Em 1847, a Household Cavalry, juntamente com dragões e guardas dragões britânicos, adotou um capacete que era um híbrido entre o pickelhaube e o tradicional capacete dragão que substituíra. Este capacete "Padrão Albert" recebeu o nome de Albert, Príncipe Consorte que tinha um grande interesse em uniformes militares, e apresentava uma pluma de crina de cavalo caindo que poderia ser removida quando em campanha. Foi adotado por outros regimentos de cavalaria pesada em todo o Império Britânico e permanece em uso cerimonial. O pickelhaube também influenciou o desenho do capacete do Exército Britânico, bem como o capacete custodian ainda usado pela polícia na Inglaterra e no País de Gales. A ligação entre o capacete pickelhaube e o Home Service não era, no entanto, direta, uma vez que o toucado britânico era mais alto, tinha apenas uma pequena ponta e era feito de tecido reforçado sobre uma estrutura de cortiça, em vez de couro.

## Primeira Guerra Mundial

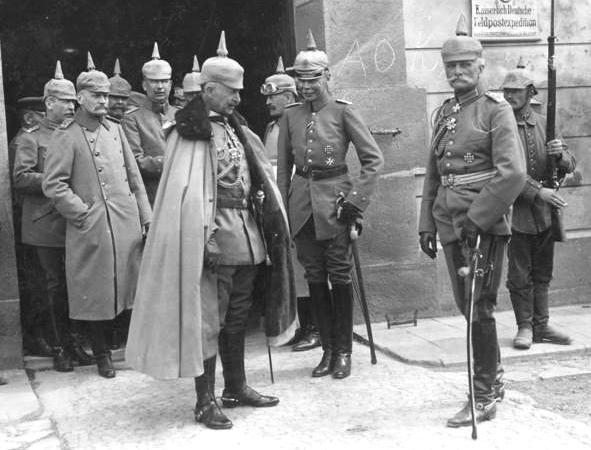
O Kaiser Wilhelm II e o Marechal August von Mackensen, além de outros, vestindo pickelhauben com capas de tecido em 1915.

O penúltimo modelo de pickelhaube introduzido em 1895 não estava mais à altura das condições operacionais de uma guerra moderna no início da Primeira Guerra Mundial. A maioria dos ferimentos era na cabeça como resultado do aumento maciço do uso da artilharia, causados por estilhaços, contra os quais o antigo capacete de couro oferecia proteção insuficiente. Além disso, o espigão do capacete muitas vezes se projetava traiçoeiramente das trincheiras. Como solução provisória, o Comando Supremo do Exército ordenou em 1915 não usar a ponteira quando desdobrado na frente. No último modelo de pickelhaube feito durante a guerra, a ponteira podia ser desaparafusada com muita facilidade; a capa do capacete também foi modificada de acordo.
Todos os capacetes produzidos para a infantaria antes e durante 1914 eram feitos de couro. À medida que a guerra avançava, os estoques de couro da Alemanha diminuíram. Depois de extensas importações da América do Sul, particularmente da Argentina, o governo alemão começou a produzir pickelhauben ersatz feito de outros materiais. Em 1915, alguns pickelhauben começaram a ser construídos em chapas finas de aço. No entanto, o alto comando alemão precisava produzir um número ainda maior de capacetes, levando ao uso de feltro pressurizado e até papel para construir pickelhauben. O pickelhaube foi descontinuado em 1916.
Durante os primeiros meses da Primeira Guerra Mundial, logo se descobriu que o pickelhaube não estava à altura das exigentes condições da guerra de trincheiras. Essas deficiências, combinadas com a escassez de material, levaram à introdução do capacete modelo 1915 simplificado, com uma ponteira destacável. Em setembro de 1915, foi ordenado que os novos capacetes fossem usados sem os espigões quando na linha de frente.

No decorrer de 1916, o capacete de aço (o Stahlhelm) feito de aço cuproníquel prensado a quente foi introduzido no exército alemão como proteção aprimorada para a cabeça contra fragmentos de projéteis, mas ainda assim apenas para as tropas de assalto e apenas na Frente Ocidental; sendo padronizado apenas a partir de outubro. Fora da linha de frente, o pickelhaube foi mantido em funções cerimoniais e limitado a oficiais superiores fora das zonas de guerra. A Leibgendarmerie S.M. des Kaisers, cujo papel como escolta imperial/real manteve trajes completos e o pickelhaube. Com a queda do Império Alemão em 1918, o pickelhaube deixou de fazer parte do uniforme militar, e até a polícia adotou shakos estilo Jäger.

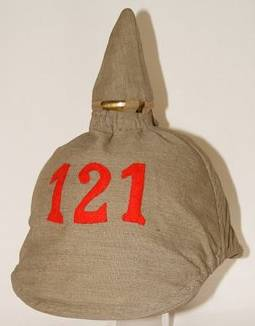
Capa Überzug de 1892 em um pickelhaube de 1895.
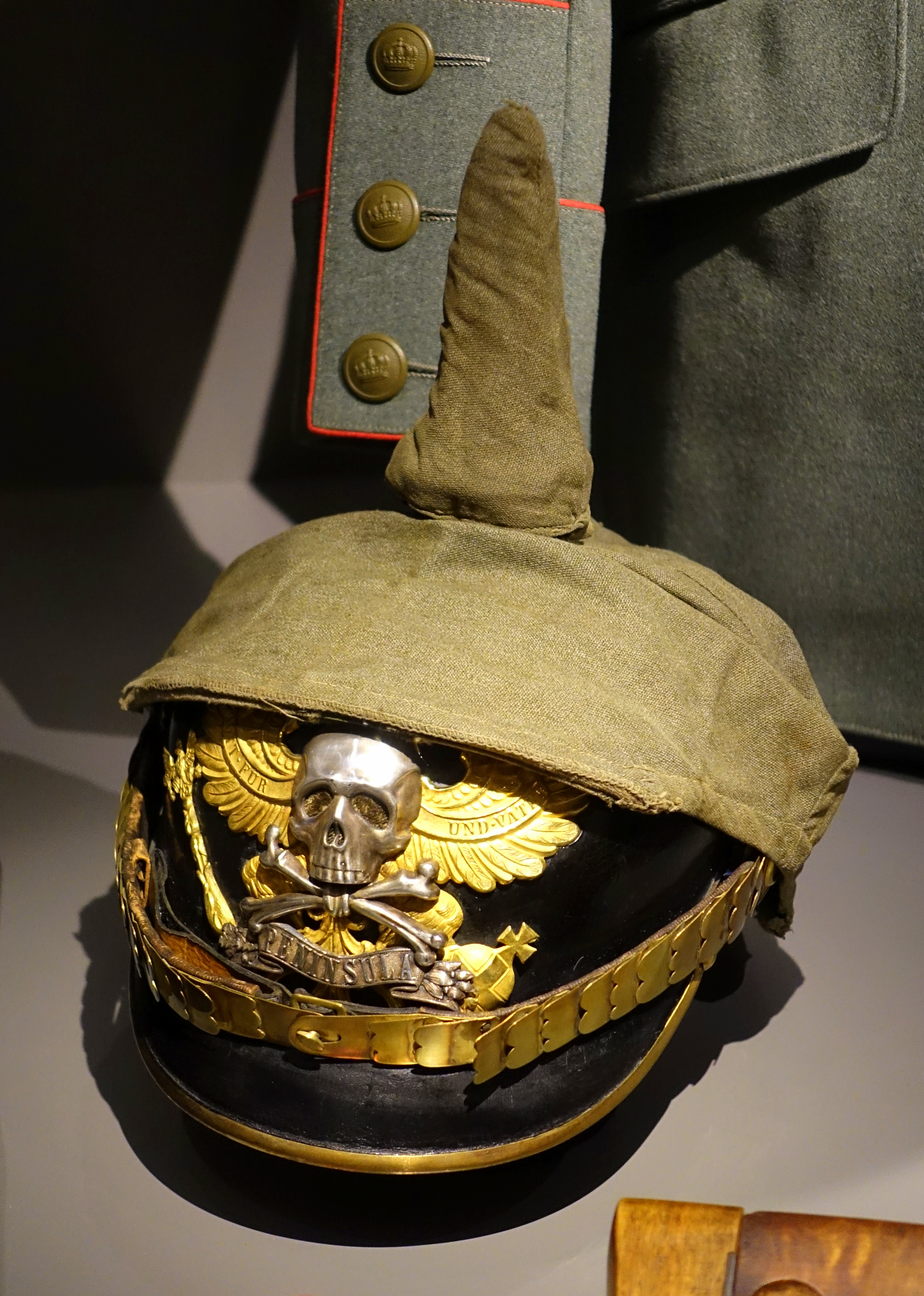
Pickelhaube meio encoberto em exposição no Braunschweigisches Landesmuseum, Braunschweig, na Alemanha.
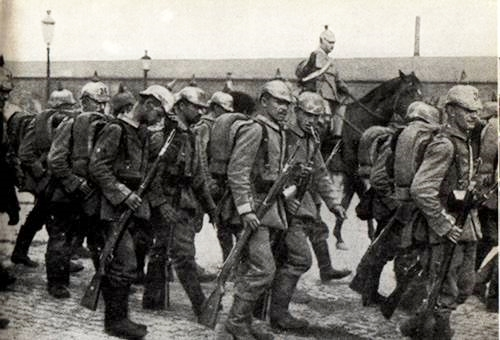
Infantaria alemã usando pickelhaube na Batalha das Fronteiras, Bélgica, 1914.
O pickelhaube era freqüentemente usado na propaganda contra os alemães, como neste pôster da Primeira Guerra Mundial.
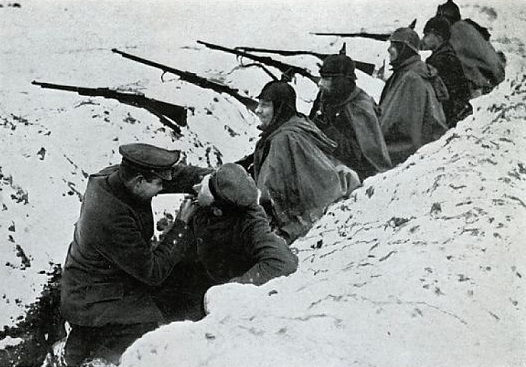
Dentista trabalhando numa trincheira na Polônia, 1915. Os soldados no plano de fundo usam pickelhauben.

## Uso pós-1918 e pelas autoridades civis alemãs

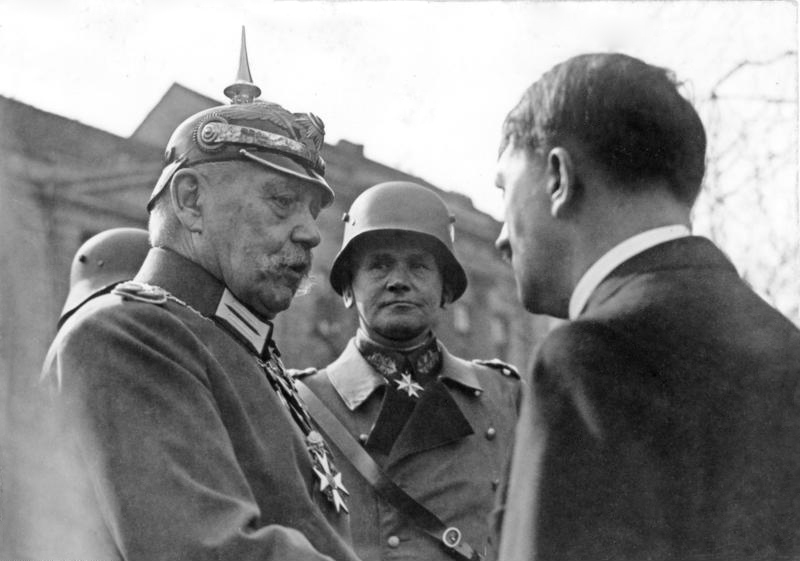
O presidente Paul von Hindenburg e aperta a mão do chanceler Adolf Hitler no Dia de Potsdam, 21 de março de 1933.

O pickelhaube também foi usado por autoridades civis. No caso da polícia, equipes de segurança e alfândega, na maior parte dos Reichsländer desde o último terço do século XIX, o espigão terminava em uma pequena bola; a gendarmaria estatal militarmente organizada manteve as versões do exército específicas do país. Enquanto a maioria das autoridades policiais e alfandegárias mudou para o barrete de caçador/atirador (Schützen) ou boné (Schirmmütze) por volta de 1920, a polícia bávara só aposentou o pickelhaube em 1936.
No caso dos bombeiros, o capacete de couro costumava receber uma crista de latão, o chamado quebra-tijolos, no lugar do espigão. Pickelhauben eram usados, quando muito, apenas como uniforme de gala e principalmente por oficiais do corpo de bombeiros.
Na década de 1920, o capacete com pontas também se tornou um símbolo dos círculos reacionários e anti-republicanos. Monarquistas, ex-oficiais da Primeira Guerra Mundial e membros de clubes de guerreiros os usavam em reuniões de veteranos, funerais e ocasiões semi-públicas semelhantes, junto com seus velhos uniformes. O presidente Hindenburg também sempre usava o pickelhaube que combinava com seu uniforme de marechal, como no Dia de Potsdam.

## Brasil

### Exército Brasileiro
O pickelhaube foi adotado para o Exército Brasileiro em 1889, objetivando diferenciar os uniformes da República em relação aos do período do Império. Com os uniformes de gala, a ponteira era substituída por penachos com as cores representativas das Armas ou Serviços (vermelho para a infantaria; branco e vermelho para a cavalaria; carmin e preto para a artilharia; etc.).
Em 1890 e 1894 foram feitas novas modificações; sendo adotados revestimentos coloridos nos capacetes, e inseridos modelos com cimeira e crineira para a cavalaria, artilharia de campanha, e bandas de música. Passou também a existir uma variada combinação de cores nos penachos, para as diversas especialidades das Armas e Serviços (artilharia de campanha, artilharia de posição, etc.).
Em 1903 o pickelhaube foi substituído pelo pith helmet; uma versão em cortiça do capacete colonial, revestido com tecido branco e ornado com penachos, crineiras e ponteiras.
Versões similares foram também adotadas pela Guarda Nacional.

### Forças Estaduais

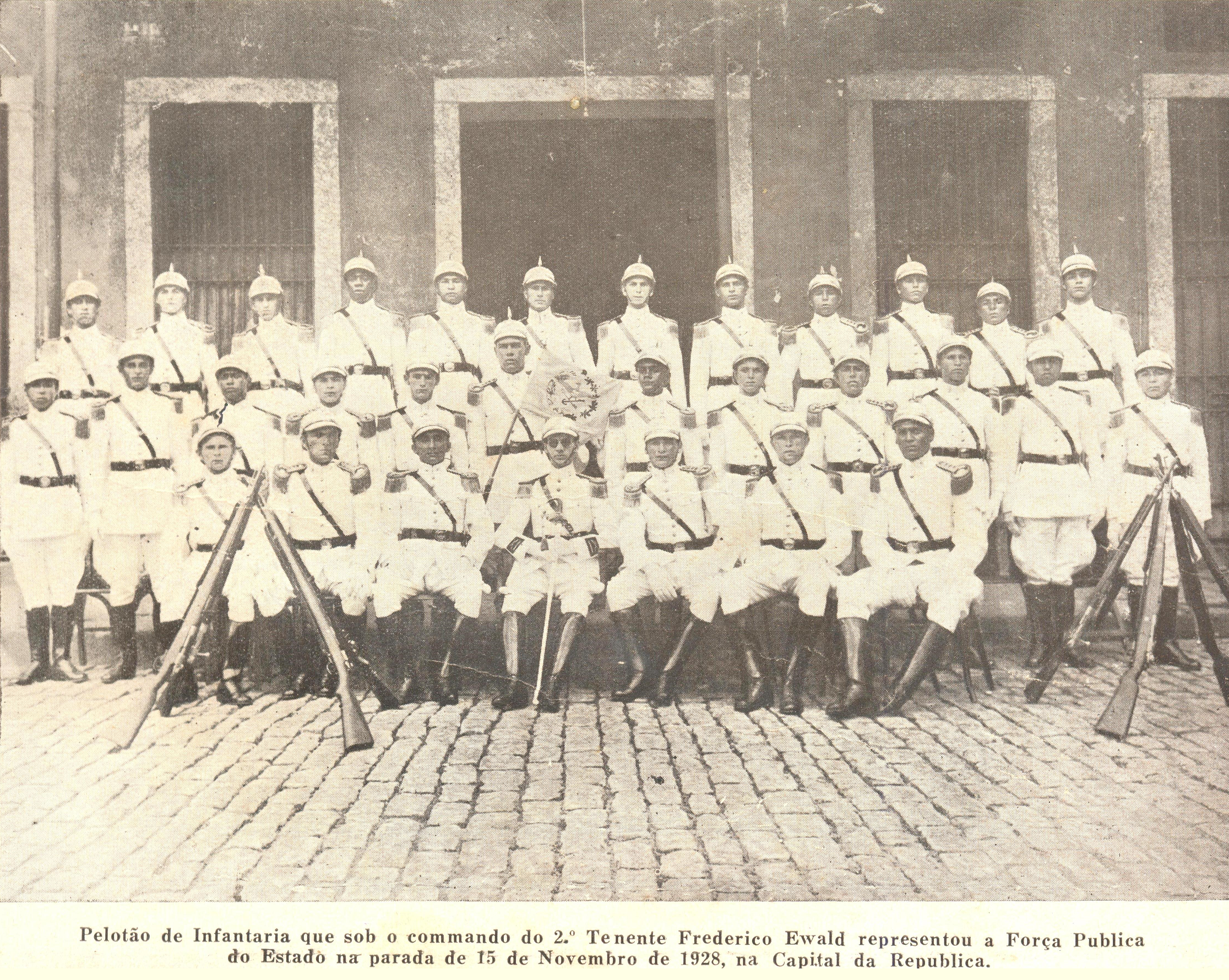
Pelotão da Polícia Militar de Santa Catarina com pickelhauben, em 1928.

As forças estaduais, atuais polícias militares, também adotaram versões do pickelhaube.
- A Brigada Policial da Capital Federal (PMRJ) adotou em 1912[36] um modelo de ulano, com trapézios hexagonais em dourado.

- O Regimento de Segurança do Paraná (PMPR) adquiriu em 1913[37] o modelo tradicional com ponteira; a qual podia ser substituída por um adorno de crineira (tipo coqueiro). Essa crineira era vermelha para a infantaria e branca para a cavalaria. O modelo usado pelos oficiais era ligeiramente diferente do dos praças. A ponteira era mais longa, havia desenhos geométricos na base, e a cabeça dos parafusos de fixação simulavam estrelas; enquanto o modelo dos praças não possuía desenhos, e a cabeça dos parafusos de fixação eram semi-esféricas. Para a banda de música as ferragens eram prateadas.
Com a declaração de guerra do Brasil contra a Alemanha em 1917, esse capacete foi abolido no Paraná.

Uma pesquisa ainda inédita de José Wasth Rodrigues sobre os uniformes dessas corporações, apresenta alguns modelos usados na Parada das Forças Estaduais no Rio de Janeiro, em 1928.
- O Batalhão Policial do Mato Grosso (PMMT) usa o capacete com penachos nas cores da bandeira estadual, azul e branco;
- A Força Pública de Santa Catarina (PMSC) mostra um capacete todo branco com virolas em dourado, com o suporte da ponteira em cruz.

O tradicional capacete de bombeiro militar brasileiro é também uma variação do pickelhaube. Adotado pelo Corpo de Bombeiros da Capital Federal no período do Império, e utilizado até hoje por muitas Corporações estaduais.
| E B Cavalaria 1890 | E B Artilharia 1894 | E B Infantaria 1895 | Corpo de Bombeiros do Pará 1921 | Polícia Militar do Mato Grosso 1928 | Polícia Militar de Santa Catarina 1928 |